# Thaumaglossa paratonkinea
Thaumaglossa paratonkinea es una especie de escarabajo de piel del género Thaumaglossa, de la familia Dermestidae, orden Coleoptera. Mide aproximadamente 2,5-2,9 mm de longitud.

## Distribución
Se distribuye por Asia: Indonesia (Borneo y Sumatra).

## Taxonomía
Fue descrita por Háva en 2008.